# Via ferrata

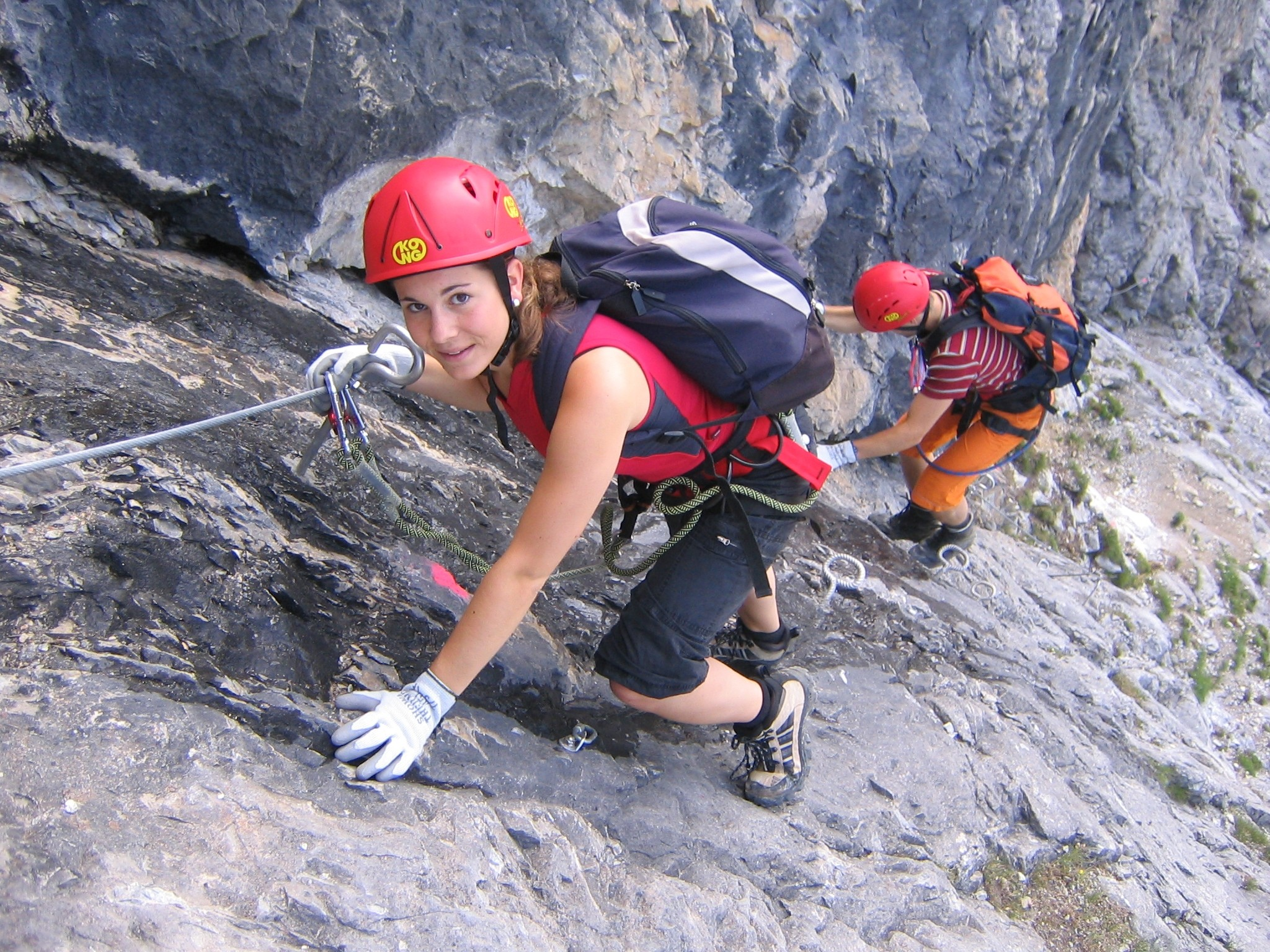
Via ferrata

Een via ferrata (italiaans: ijzeren weg) is een met staalkabels uitgezet parcours langs een steile rotswand. De staalkabel is op regelmatige afstand, maximaal 6 meter, aan de rots bevestigd door middel van haken en in eerste instantie bedoeld als beveiliging van de gebruiker. Daarnaast wordt de kabel vaak gebruikt om als klimmer in evenwicht te blijven of zichzelf eraan op te trekken. Behalve de staalkabel bevat een via ferrata ook andere hulpmiddelen, zoals steunen voor handen en voeten, (hang-)bruggen en afdaaltouwen, maar ook deathrides en rappels, vooral op de moeilijkere stukken. In het Frans wordt zowel via ferrata als chemin câblé gebruikt, in het Duits Klettersteig.

## Geschiedenis
Klettersteigen is rond 1900 ontstaan toen Italiaanse gidsen in de Dolomieten richels en kloven bekabelden om hun klanten op een gemakkelijke en veilige manier door het hooggebergte te gidsen. Rond 1914 verschenen de eerste volledige klettersteigen toen Italiaanse en andere militairen bergwanden uitrustten met kabels en ladders om troepen en materiaal op een veilige manier te verplaatsen.
Geruime tijd raakten de via ferrata's daarna in de vergetelheid tot ze werden opgemerkt door het toerisme: minder ervaren klimmers en dagjesmensen kunnen via klettersteig hoogtes en plaatsen bereiken die normaliter alleen voor ervaren klimmers toegankelijk zijn. Al lang populair in Europa, zijn via ferrata's ook elders te vinden, zoals in Oman; de eerste via ferrata in de Verenigde Staten werd geopend in Torrent, Kentucky, in 2001. Ook in bijvoorbeeld Nederland werd een via ferrata aangelegd, die buiten de landsgrenzen bekend is geworden, de Via Ferrata Fliegerhorst Venlo.

## Materiaal, beveiliging aan de kabel
Klettersteig-uitrusting bestaat uit ten minste een helm en de klettersteigset bestaande uit een klimgordel, twee speciale Karabiners en een verbindingsstuk, voorzien van schokabsorptie.

### Gordel
Verschillende soorten gordels worden gebruikt, van sportklimgordels tot integraalgordels. Ook borstgordels zonder bijpassende heupgordels worden gebruikt, ondanks de bekende nadelen van borstgordels: na een val zal de afgeknelde bloedsomloop na zo'n twintig minuten de armen doen verlammen, na twee en een half uur treedt de dood in.

### Karabiners
Op een via ferrata worden specifieke karabiners gebruikt. Deze karabiners hebben een extra grote opening, zodat ze ook rond de dikste kabels passen, en een aangepast sluitingsmechanisme zodat ze gemakkelijk los- en vastgemaakt kunnen worden. Klettersteigkarabiners zijn gemerkt door een K die terug te vinden is op de rug van de karabiner, overeenkomstig het type "K" uit de Europese standaard EN 12275. Dit type verzekert dat deze musketons worden gemaakt uit een lichtelijk andere legering dan gewone karabiners, zodat ze geschikt zijn voor kantbelasting. Daarenboven kunnen ze een groter gewicht torsen; minimaal 25 KN. Klettersteig karabiners zijn gewoonlijk van staal gemaakt in plaats van andere legeringen die gebruikelijk zijn in alpinisme, omdat staal beter bestand is tegen slijtage veroorzaakt door de ijzeren zekeringskabels.

### Schokabsorptiesysteem

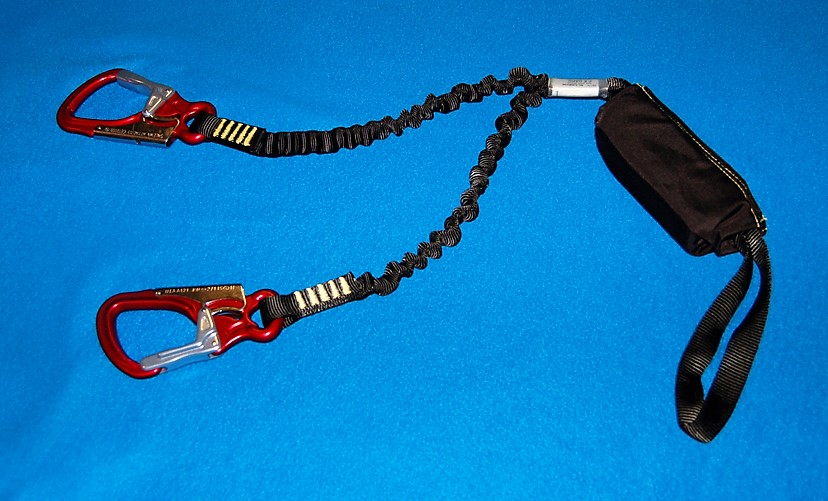
Klettersteigset

Vanwege de mogelijk hoge valfactor is op een klettersteig een schokabsorptiesysteem verplicht, zodat bij een val de vangstoot gereduceerd wordt. Als een systeem zonder schokabsorber wordt gebruikt om een lange val op te vangen, zal óf het systeem, óf de rug van de drager breken.
Een schokabsorptiesysteem werd traditioneel gemaakt door een touw op een bepaalde manier te vlechten, zodat het enkel onder zware belasting doorslipt. De kracht, ontwikkeld door de val, gaat verloren in de wrijving. Anno 2013 wordt een bandsling zo gestikt dat deze bij belasting zal inscheuren. De kracht, ontwikkeld door de val, gaat verloren in het doorscheuren van de stiksels (niet de bandsling). Een klettersteigset wordt aan de gordel bevestigd met behulp van een ankersteek of Delta-maillon. Een klettersteigset houdt slechts één val.

### Techniek
Elke klettersteigset heeft, ongeacht zijn vorm, twee karabiners. Het gebruik ervan varieert echter:
- Y-vorm: De kletteraar maakt zich met twee karabiners vast aan de kabel. Bij een haak waarmee de kabel aan de rots is bevestigd, wordt eerst een karabiner boven het ankerpunt vastgemaakt voordat de tweede over wordt gebracht om weer met twee karabiners vast te hangen.
- V-vorm: De kletteraar maakt zich met één karabiner vast aan de kabel. Aangekomen bij een haak zal eerst de tweede karabiner worden vastgemaakt boven de haak voordat de onderste wordt losgemaakt. Belangrijk: de vrije karabiner mag nooit vastgemaakt worden.

## Moeilijkheidsgraden

### Algemeen
De moeilijkheidsgraad van een klettersteig wordt beïnvloed door een aantal belangrijke factoren die worden opgenomen in de gids, ook topo genoemd, van die klettersteig. Deze algemene uitspraak is meestal afgekort. Het meest gebruikt zijn de alpine afkortingen in het Frans.
| Vergelijking: | Vergelijking: | Vergelijking: | Vergelijking:                            |
| Frans         | Schall        | Hüsler        | Beschrijving                             |
| ------------- | ------------- | ------------- | ---------------------------------------- |
| F             | A             | K1            | Gemakkelijk (facile)                     |
| PD            | B             | K2 (K3)       | Weinig moeilijk (peu difficile)          |
| AD            | C             | K3            | Tamelijk moeilijk (assez difficile)      |
| D             | C (D)         | K4            | moeilijk (difficile)                     |
| TD            | D             | K5            | Zeer moeilijk (très difficile)           |
| ED            | E             | K6            | Extreem moeilijk (extrèmement difficile) |

In het Italiaans wordt TD, MOD en houdt MD het midden tussen PD en AD.

Via Ferrata's
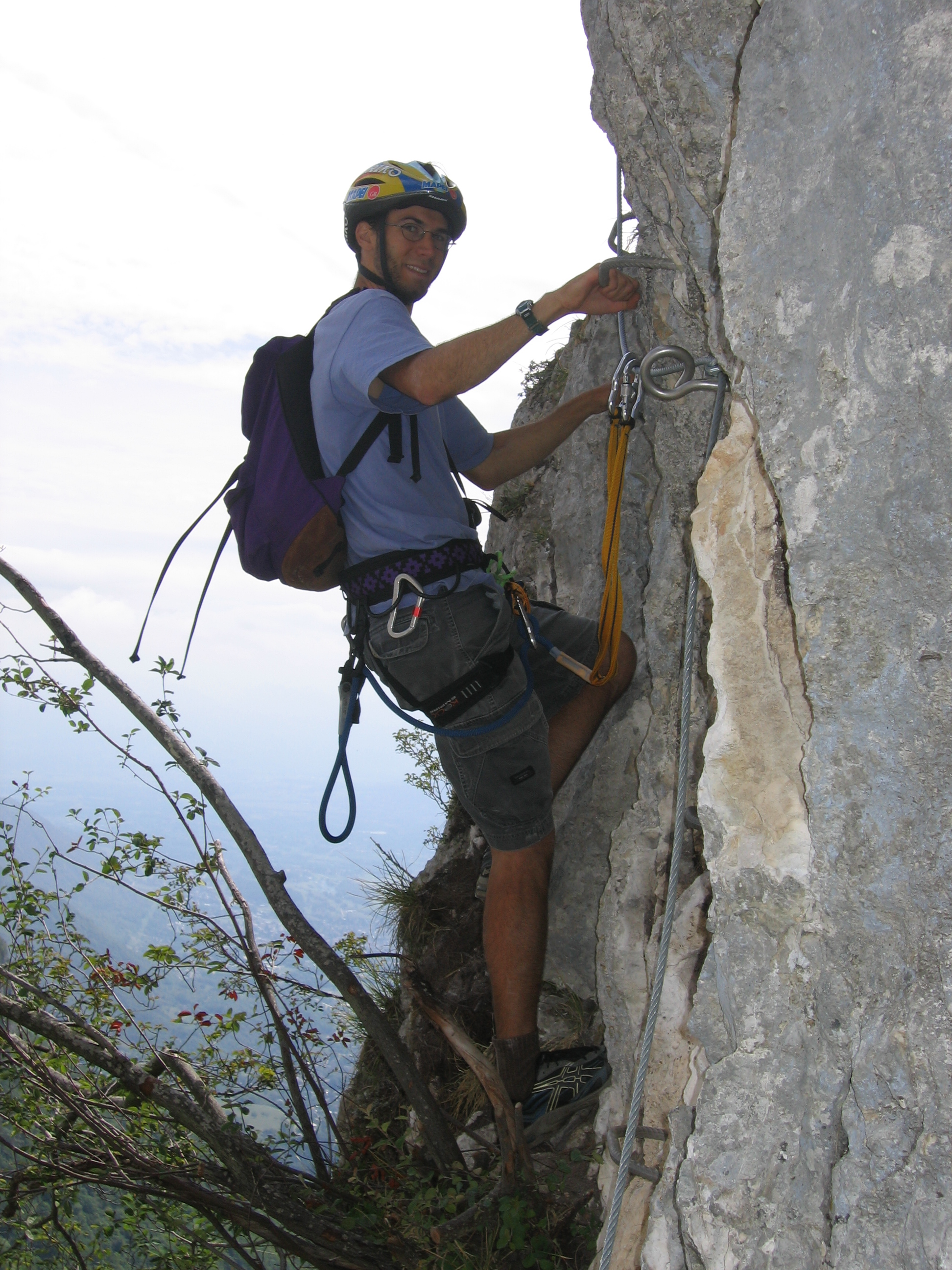
Klettersteig
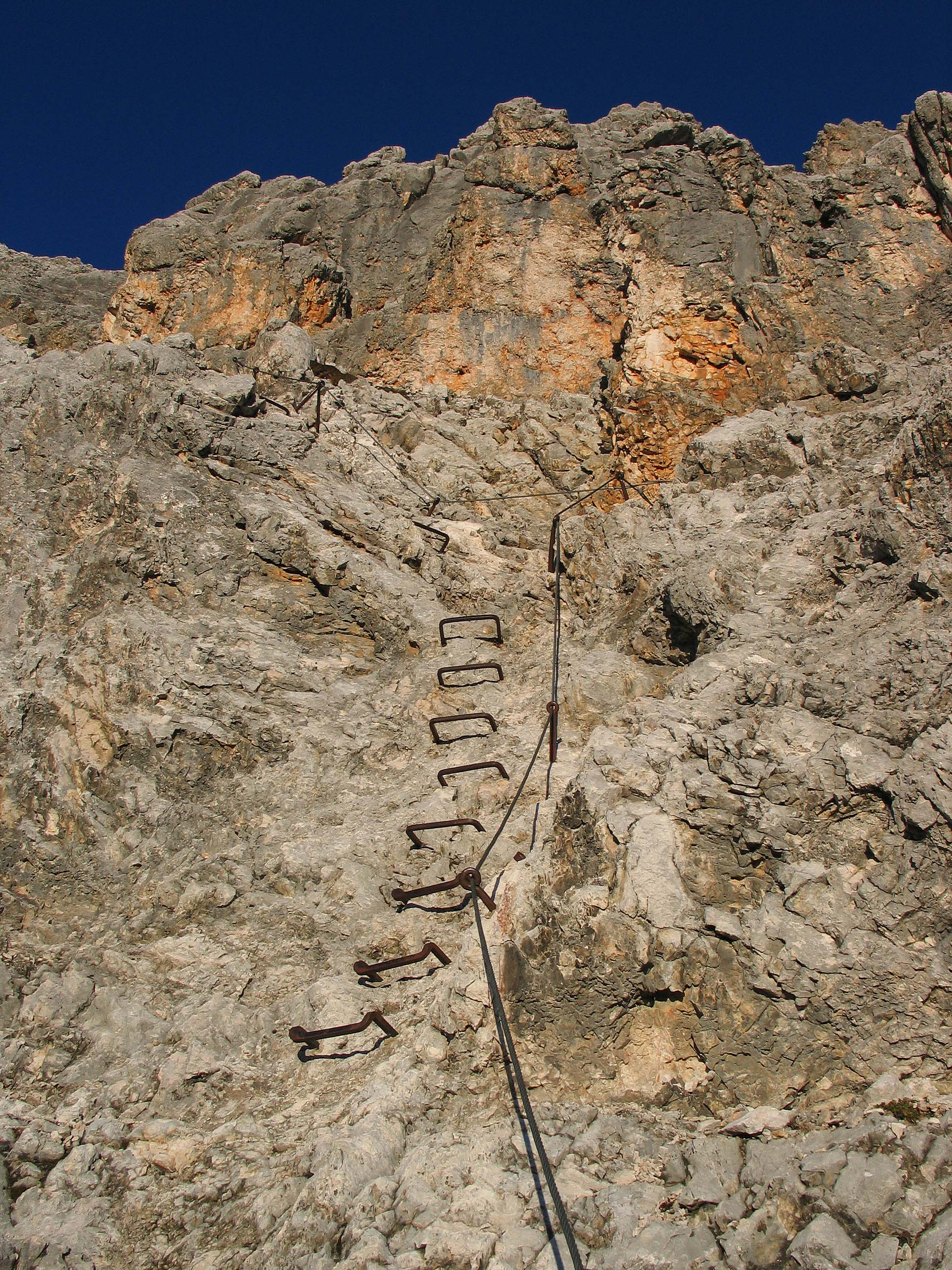
Start van een klettersteig
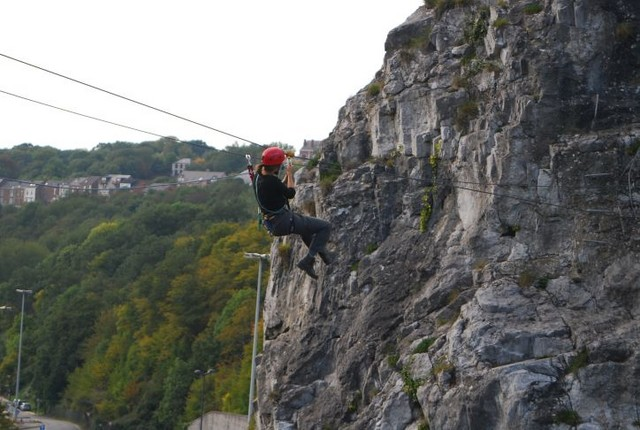
Tokkelbaan
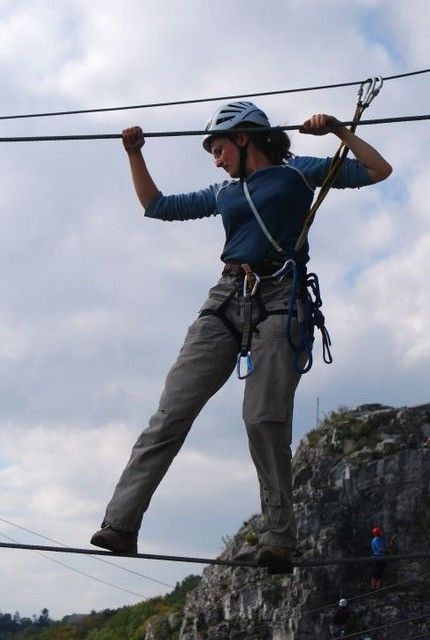
Apenbrug
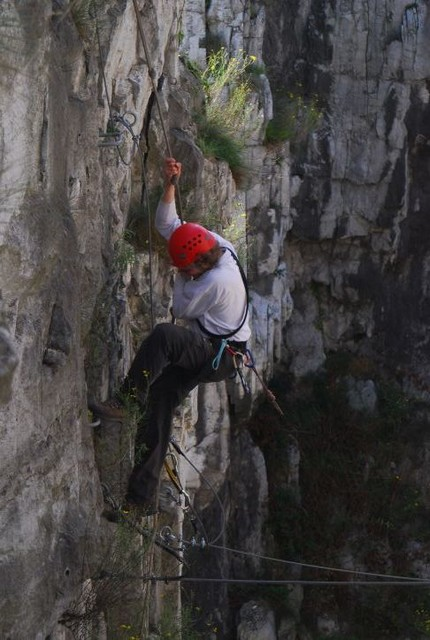
Afdaaltouw